# Galesuchus
Galesuchus es un género extinto de terápsidos gorgonópsidos. Sus fósiles se encontraron en la Zona de Ensamblaje de Tapinocephalus Sudáfrica, en rocas procedentes del Pérmico Medio (Capitaniense medio). Galesuchus tenía un cráneo pequeño y un hocico corto.
Tiene una especie conocida, Eriphostoma microdon , y fue nombrada por primera vez por Robert Broom en 1911. Es el gorgonopsiano más antiguo conocido y uno de los miembros más pequeños y basales del clado.

## Historia
Eriphostoma fue nombrado en 1911 por Robert Broom, basándose en un espécimen mal conservado recolectado por el reverendo JH Whaits en la ciudad de Fraserburg Road (ahora Leeu-Gamka), Sudáfrica.  El holotipo fue ingresado en el Museo Americano de Historia Natural con el número de espécimen AMNH FARB 5524. Fue el primer gorgonopsiano nombrado de la Zona de Ensamblaje Tapinocephalus del Grupo Beaufort. 
A pesar de su estatus como uno de los gorgonopsianos más antiguos conocidos, su mala conservación significó que el espécimen fue ignorado en gran medida durante el resto del siglo XX, y típicamente considerado como un nomen dubium. Una revisión exhaustiva de los gorgonopsianos de 1989 solo lo mencionó brevemente como un teriodonte indeterminado. 
Sin embargo, en 2014, la tomografía computarizada del holotipo permitió su redescripción como una especie válida de gorgonopsiano.  Estudios posteriores y el descubrimiento de nuevos especímenes permitieron que la mayoría de los gorgonopsianos de Tapinocephalus AZ fueran sinonimizados. Las especies Eriphostoma microdon, Scylacognathus parvus, Galesuchus gracilis y Eoarctops vanderbyli fueron sinonimizadas, y Eriphostoma microdon se convirtió en el nombre válido debido al Principio de Prioridad.  Una quinta especie de gorgonopsiano de Tapinocephalus AZ, Broomisaurus planiceps , probablemente también sea sinónima, pero actualmente es un nomen dubium debido a su mal estado de preparación.

## Descripción
Los gorgonopsianos eran un grupo morfológicamente conservador y, como todos los gorgonopsianos, Eriphostoma habría sido un depredador cuadrúpedo. Era uno de los miembros más pequeños del grupo,  con un cráneo de menos de 15 centímetros (5,9 pulgadas) de largo. Tenía un hocico relativamente corto y profundo, y órbitas grandes en comparación con otros gorgonopsianos. Como todos los gorgonopsianos, tenía cinco incisivos y un canino a cada lado de la mandíbula superior, pero solo tenía tres pequeños postcaninos en el maxilar.  El paladar de Eriphostoma presenta protuberancias palatinas en forma de delta cubiertas de numerosos dientes, como en Gorgonops y muchos terápsidos basales, pero no en los gorgonopsianos más derivados, que tienden a tener protuberancias palatinas en forma de cresta con pocos dientes.